# Tiras
Tiras (hebräisch תִירָס) ist in der Bibel der jüngste Sohn Japhets. 1. Mose 10, 2  und 1. Chronik 1, 5  zählen Gomer, Magog, Madai, Jawan, Tubal, Mesech und Tiras als die Kinder Jafets auf. Es handelt sich bei allen genannten Stämmen um die Bewohner des Nordens.
Flavius Josephus benutzt Tiras im 6. Kapitel seiner Jüdischen Altertümer, in dem er die Nachkommen Noachs als Namensgeber beschreibt, als Beispiel. Dieser habe die von ihm beherrschten Thirasier genannt, woraus die Griechen Thraker gemacht hätten.
Auch in der Etymologie des Isidor von Sevilla (9.2.31) findet sich diese Herleitung: „Thiras, ex quo Thraces; quorum non satis inmutatum vocabulum est, quasi Tiraces“.
Auch manche moderne Forscher setzen Tiras mit den Thrakern gleich; es ist jedoch unwahrscheinlich, dass sich diese Stämme bereits im Blickfeld der Chronisten des 7. und 6. Jahrhunderts befanden. Andere Forscher vertreten die These, es habe sich um die Tyrsener (Tyrsenier, Tyrrhener) des Herodot, die Turuscha (Turscha) oder ein anderes der Seevölker gehandelt; jedoch sind die Tyrsener erst wesentlich später historisch fassbar als die 
Turuscha.